# 亓官氏
亓官氏（？—前485年），又作丌官氏（丌音同「其」），《礼器碑》作并官氏，春秋时期宋国（国都今河南省商丘市）人，孔子夫人。

## 生平
前533年（鲁昭公九年）亓官氏与孔子结婚。前532年（鲁昭公十年）亓官氏生子。据传此时正好赶上鲁昭公赐鲤鱼于孔子，故给其子起名为孔鲤，字伯鱼。前485年（鲁哀公十年）孔子周游列国在卫国。孔子夫人亓官氏卒，早孔子七年去世。

## 轶事
後世的文學家据《礼记·檀弓》“故孔氏之不丧出母，自子思始也”，认为孔氏三代出妻（休妻）。如司马光《家範》、谭嗣同《仁学》等。钱泳《履园丛话》、钱穆《先秦诸子系年》考证认为孔氏三世出妻，是对文献的錯誤解讀。

## 歷代追封追諡
- 唐代孔廟有寝殿专祠亓官氏。
- 宋真宗大中祥符元年（1008年）封郓国夫人。
- 元文宗至顺三年（1332年）封大成至圣文宣王夫人。
- 明世宗嘉靖八年（1529年）封至圣先师夫人。

### 现代文艺作品

#### 電影
- 2010年版《孔子》由凱丽飾演。

#### 電視劇
- 1991年版《孔子》由牟霞飾演。
- 2010年版《孔子春秋》由衣珊飾演。
- 2011年版《孔子》由李星潼飾演。